# Formation de Tambach
La formation de Tambach est une formation géologique du centre de l’Allemagne dont les strates remontent au Permien inférieur (Sakmarien), il y a entre 294 et 292 millions d’années environ. Elle se compose de roches sédimentaires rouges à brunes telles que des conglomérats, des grès et des mudstones. Elle constitue la partie la plus ancienne du Rotliegend supérieur dans le bassin forestier de Thuringe,. La géologie globale enregistre une histoire avec trois étapes distinctes de sédimentation dans un environnement montagneux. Premièrement, l'activité tectonique forme un bassin (le bassin de Tambach) dominé par des coulées de débris à haute énergie, des inondations en nappe et des rivières tressées. Ceux-ci incisent la roche rhyolitique sous-jacente, déposant un conglomérat grossier appelé le conglomérat de Bielstein. Deuxièmement, des conditions plus calmes permettent au bassin de s'élargir et le conglomérat est marginalisé par des sédiments plus fins qui n'étaient auparavant communs qu'au centre du bassin, comme le grès de Tambach. Ces sédiments plus fins ont été déposés par des séquences répétées d'inondations, suivies d'eaux calmes, suivies d'une exposition aérienne. Le climat général aurait été similaire à celui des savanes tropicales modernes, avec des périodes chaudes et sèches interrompues par de fortes pluies, probablement plusieurs fois par an. La troisième étape implique un retour des conditions tectoniques, induisant cette fois de larges dépôts de conglomérats hétérogènes connus sous le nom de conglomérat de Finsterbergen,,.
La Formation de Tambach comprend également l'une des localités fossilifères du Permien les plus importantes d'Europe : la localité de Bromacker. Cette ancienne carrière de grès et les sites environnants conservent plusieurs faciès différents contenant différents types de fossiles. Les épais grès de chenaux de la partie inférieure de Bromacker sont recouverts de mudstones provenant de lacs éphémères. Un assemblage diversifié de traces fossiles, telles que des empreintes de pas, est imprimé sur les drapages de mudstone. La partie supérieure de Bromacker contient de la siltite déposée par des nappes d'inondation, dans lesquelles des squelettes articulés bien conservés de tétrapodes terrestres ont été découverts. Ceux-ci incluent des amphibiens terrestres comme Rotaryus et Tambaroter, et des reptiles comme Eudibamus et Thuringothyris. Contrairement à la plupart des lits rouges fossilifères du Permien, les vertébrés aquatiques sont absents à Bromacker tandis que les synapsides carnivores sont rares (comme Dimetrodon) et les Diadectidae herbivores sont abondants. Des fossiles de plantes et d'arthropodes ont également été trouvés dans les shales à Bromacker,.

## Histoire

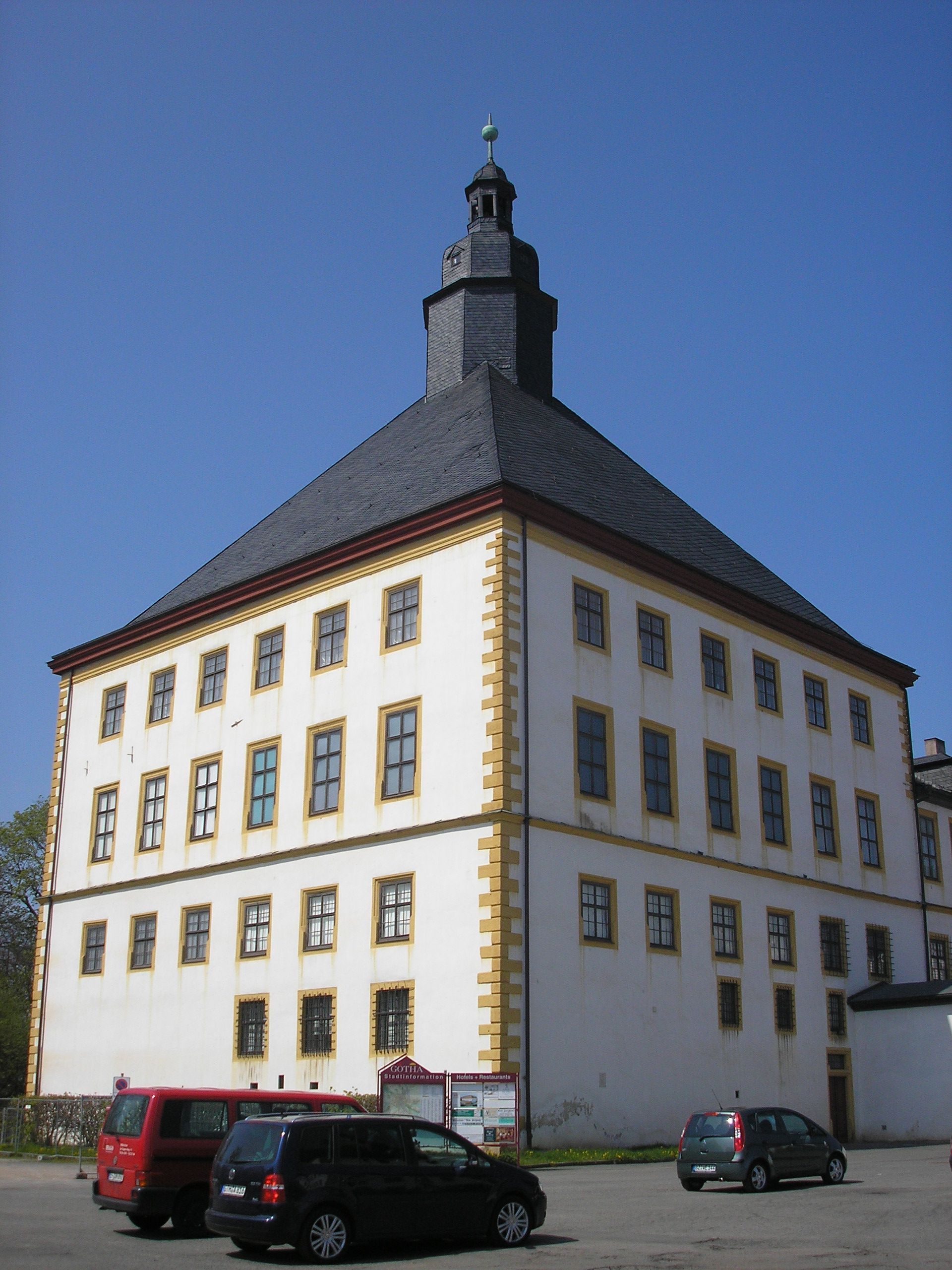
Tour ouest du château de Friedenstein qui abrite depuis 2010 le musée de la nature de Gotha où sont exposés divers fossiles de la formation de Tambach.

À partir des années 1840, des empreintes de pas à cinq doigts ont été décrites dans diverses carrières de grès et tranchées de route dans l’arrondissement de Gotha en Allemagne. La stratigraphie des roches près de Tambach-Dietharz a été cartographiée en 1876 et nommée "Tambacher Schichten" (strates de Tambach) en 1895, bien qu'à l'époque on pensait qu'elles incluaient plusieurs couches rocheuses supplémentaires qui en ont depuis été séparées (formant aujourd’hui les formations d’Elgersberg et d’Eisenach). En 1887, les premières empreintes fossilisées de Bromacker furent découvertes par un collectionneur de fossiles local nommé Heinrich Friedrich Schäfer. Cette découverte fut donnée au musée ducal de la ville de Gotha et fut signalée de manière indépendante par divers paléontologues allemands. Wilhelm Pabst, conservateur du département d'histoire naturelle du Musée Ducal, a collecté et décrit 140 dalles de grès de la Formation de Tambach de 1890 jusqu'à sa mort en 1908. La collection a été redécouverte dans les années 1950, puis réétudiée par des paléontologues de la RDA tels que Arno Hermann Müller et Hartmut Haubold.
Des os fossilisés de tétrapodes ont été découverts dans les lits supérieurs de Bromacker par Thomas Martens en 1974, suscitant une attention accrue des paléontologues de Gotha. Ceux-ci incluent Harald Lützner, qui a formellement délimité la formation de Tambach comme une séquence comprenant deux couches de conglomérat séparées par une couche de grès. Par la suite, des contacts de recherche ont été établis avec des paléontologues occidentaux tels que Jürgen Boy de l’Université de Mayence et David Berman du Carnegie Museum of Natural History. Cela a permis aux fouilles de s'accélérer et à la formation de Tambach d'acquérir une renommée mondiale. Une expédition conjointe germano-américaine de 1993 a récupéré de nombreux fossiles de tétrapodes articulés, et la collecte de traces fossiles a repris après plus de 80 ans grâce à l'excavation d'une nouvelle carrière de grès à Bromacker en 1995. Les premiers fossiles corporels de la formation de Tambach trouvés à l'extérieur de Bromacker ont été découverts en 2008 sur le chantier de construction d'un supermarché dans le village de Tambach-Dietharz. En 2010, les collections paléontologiques du musée ducal (qui était en cours de conversion en musée d'art) ont été transférés au musée de la nature de Gotha situé dans la tour ouest du château de Friedenstein.

## Géologie

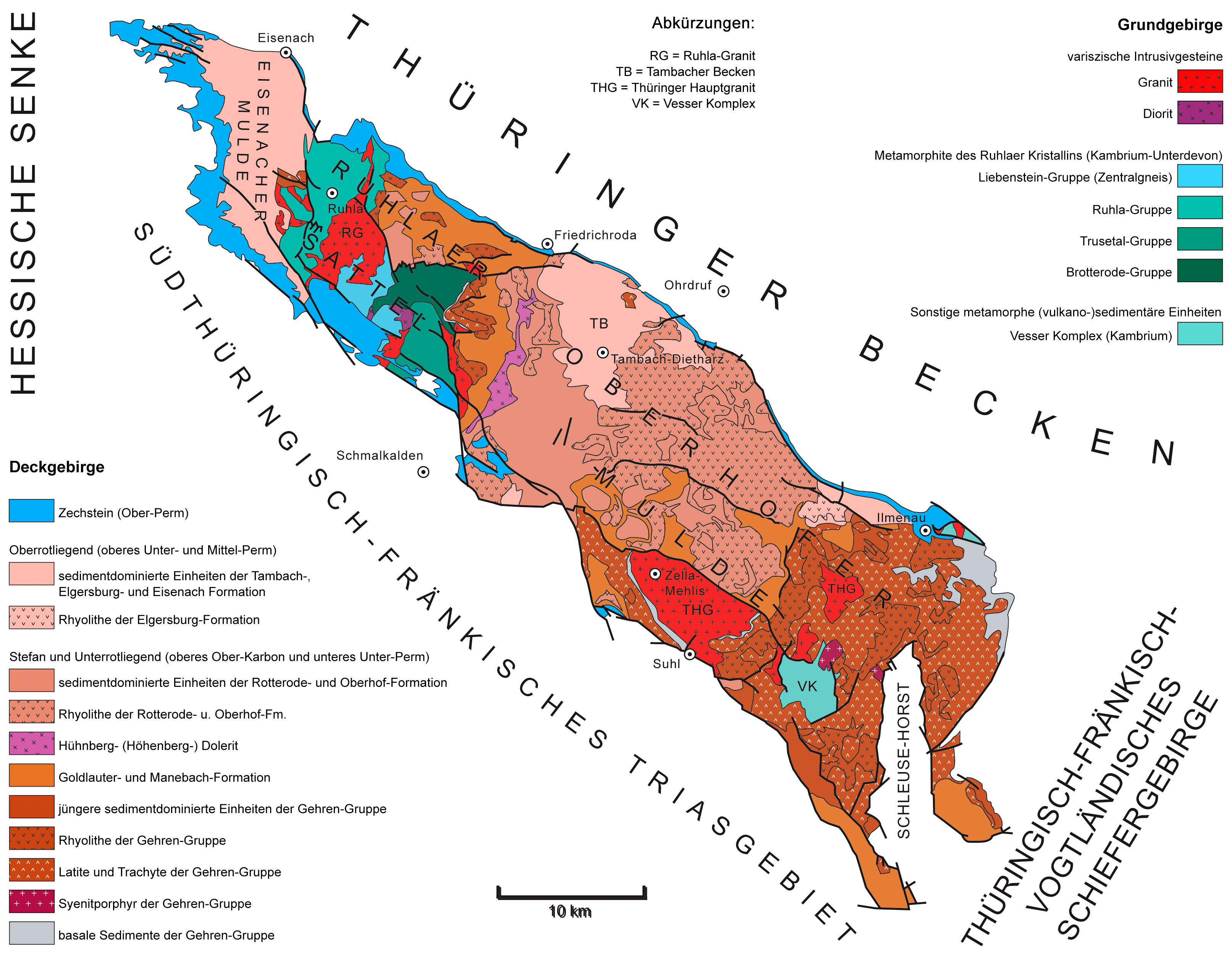
Carte de l’actuel bassin forestier de Thuringe (en allemand). TB = "Tambacher Becken" (bassin de Tambach).

La formation de Tambach se situe principalement dans un bassin sédimentaire actuellement occupé par la forêt de Thuringe. Elle repose en discordance sur la formation de Rotterode et est recouverte par la formation d’Eisenach. Elle atteint 200 à 250 m d’épaisseur (possiblement jusqu’à 280 m) et constitue la partie la plus ancienne de la succession du Rotliegend supérieur, un nom faisant référence à une séquence de roches purement sédimentaires du Permien inférieur d’Allemagne. Les sédiments de la formation de Tambach ont été déposés dans un petit graben permien (appelé le bassin de Tambach), qui était orienté dans une direction nord-est à sud-ouest et incisé dans les roches ignées et sédimentaires de la formation de Rotterode. Le bassin de Tambach occupait une superficie d’environ 250 km2 pendant le Permien alors que les affleurements modernes ne s’étendent que sur environ 50 km2, sans compter la partie nord-est du bassin dont les dépôts ont été érodés par des processus géologiques ultérieurs,.
Traditionnellement, la formation de Tambach est considérée comme étant divisée en trois couches distinctes : une couche inférieure et une couche supérieure conglomératique constituant respectivement le membre du Conglomérat de Bielstein (40 à 125 m d’épaisseur) et le membre du Conglomérat de Finsterbergen (10 à 50 m), séparées par une couche de sédiments plus fins (grès et mudstones) caractérisant le membre du Grès de Tambach (40 à 110 m),,. Cependant, les frontières entre ces couches sont souvent imprécises et certains géologues ont proposé une image de dépôt plus complexe avec trois étapes stratigraphiques définies par des changements dans la sédimentologie à l'échelle du bassin, plutôt que par des types de roches spécifiques.
Le stade le plus bas (stade I) a connu une période de forte activité tectonique au sud-est (partie de l’orogenèse varisque), le soulèvement d’Oberhof. La formation du bassin dans ce contexte tectonique a d'abord entraîné de puissantes coulées de débris et des inondations en nappe, puis des rivières tressées actives coulant le long de son bord avec des rivières à faible énergie, des plaines inondables et des lacs en son centre. Le conglomérat grossier (à l'échelle du galet ou de blocs) et rhyolitique de Bielstein a été déposé parmi les environnements marginaux à haute énergie tandis que les premières parties du grès de Tambach ont été déposées plus loin du bord du bassin. La principale direction d'écoulement dans la partie orientale bien préservée du bassin est le sens nord-ouest, en direction du centre du bassin,,. La diminution de l'activité tectonique au stade intermédiaire (stade II) entraîne une érosion accrue, abaissant le relief le long du bord du bassin. En conséquence, l’énergie des rivières tressées situées en bordure du bassin a diminué, réduisant la taille des clastes au conglomérat de cailloux/galets. Le centre du bassin s'est gradué en petits ruisseaux et marais, déposant sable, limon et argile correspondant au grès, siltite, shale et mudstone des lits rouges fossilifères. Bien que le bassin de Tambach ait pu être hydrologiquement isolé pendant cette période, avec ses cours d'eau se drainant en interne, certains paléontologues considèrent plutôt que ses eaux s'écoulent dans un autre bassin au nord-est, qui n'a pas été préservé. La dernière étape (étape III) a connu un retour de l'activité tectonique vers le nord-ouest (le soulèvement cristallin de Ruhla), bien que le relief soit encore assez plat. Les cônes alluviaux et les plaines tressées provenant de Ruhla sont devenus plus communs, permettant progressivement à un conglomérat de la taille d'un galet, riche en minéraux, et polymictique, de s'accumuler et de s'étendre au centre du bassin, formant le conglomérat de Finsterbergen,,.

### Bromacker

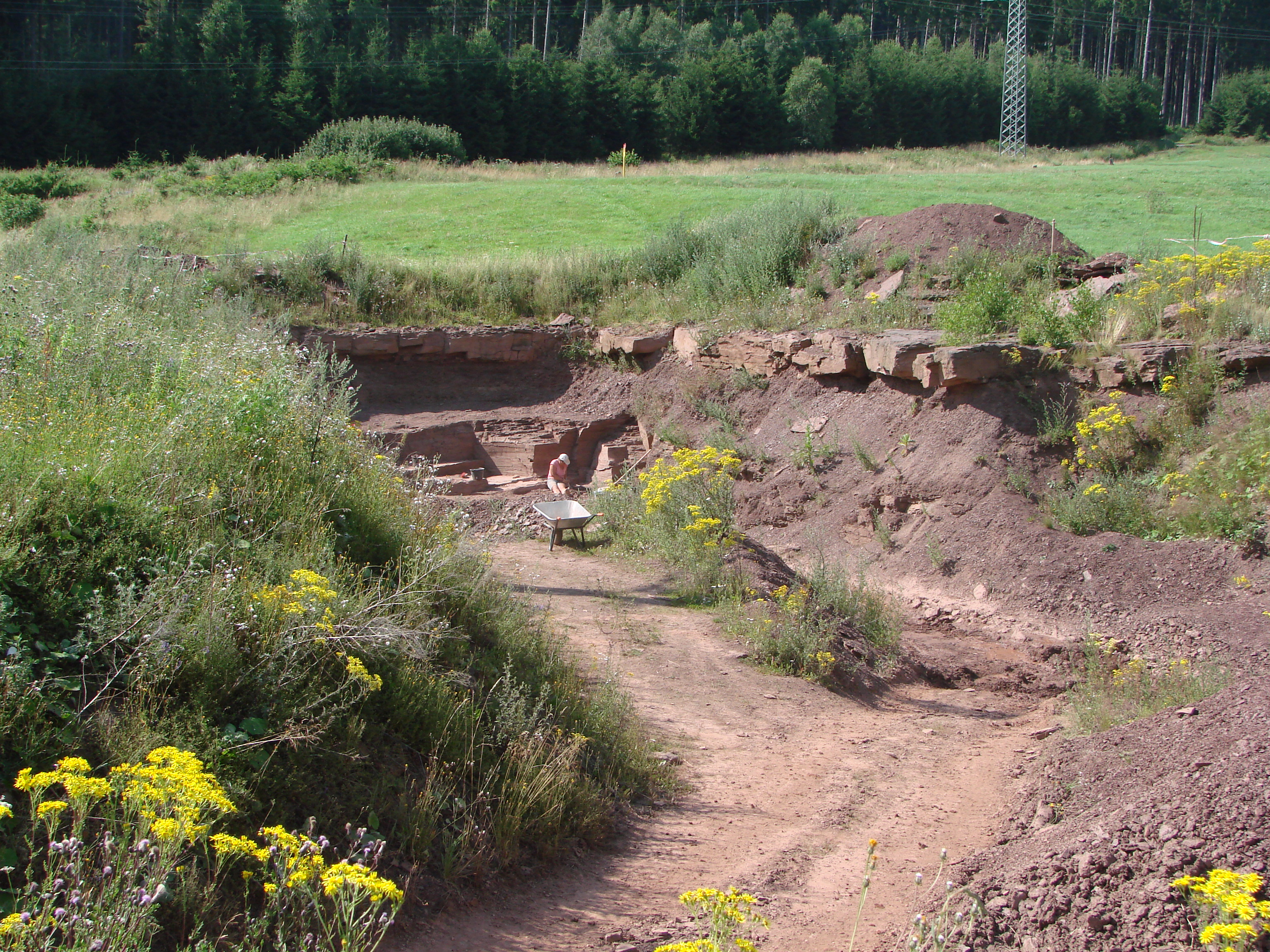
Vue de la carrière de Bromacker où affleurent les strates de la formation de Tambach.

La localité la plus célèbre et la plus fossilifère de la Formation de Tambach est la localité de Bromacker, un groupe de petites carrières abandonnées près du village de Tambach-Dietharz. Les strates affleurant à Bromacker appartiennent à la partie centrale du bassin de Tambach, correspondant à la partie supérieure du stade I et à la partie inférieure du stade II. Les sédiments du stade I à Bromacker sont appelés les «couches inférieures» ou «grès de Bromacker» et les sédiments du stade II sont appelés les «couches supérieures» ou «horizon de Bromacker».
Les couches inférieures sont dominées par d'épaisses nappes de grès à grain fin, souvent à stratification croisée indiquant que le paléocourant était orienté vers le nord-est. Ces couches de grès sont généralement recouvertes de mudstones homogènes qui ont parfois conservé des fentes de dessiccation fossiles, des restes de plantes, des terriers d'invertébrés et des empreintes de tétrapodes. Les épaisses couches de grès (et leurs drapages de mudstone) ne sont pas continues, interrompues par une succession de sédiments micacés plus fins et plus foncés tels que du shale, de la siltite et (rarement) du grès très fin. Cela reconstitue une séquence d'inondations répétées, impliquant de fortes rivières rectilignes érodant des chenaux à travers la plaine inondable limoneuse du centre du bassin, laissant derrière elles des remplissages de chenaux sableux (grès) et des dépôts de surface à grain fin (shale et autres sédiments). Les drapages de mudstone peuvent être expliqués comme des précipités de vastes lacs éphémères qui se sont évaporés dans les semaines suivant les inondations, après quoi ils sont devenus des vasières. De nombreux fragments de fentes de dessiccation ont été arrachés par l’inondation suivante et incorporés dans les grès suivants sous forme d'intraclastes.

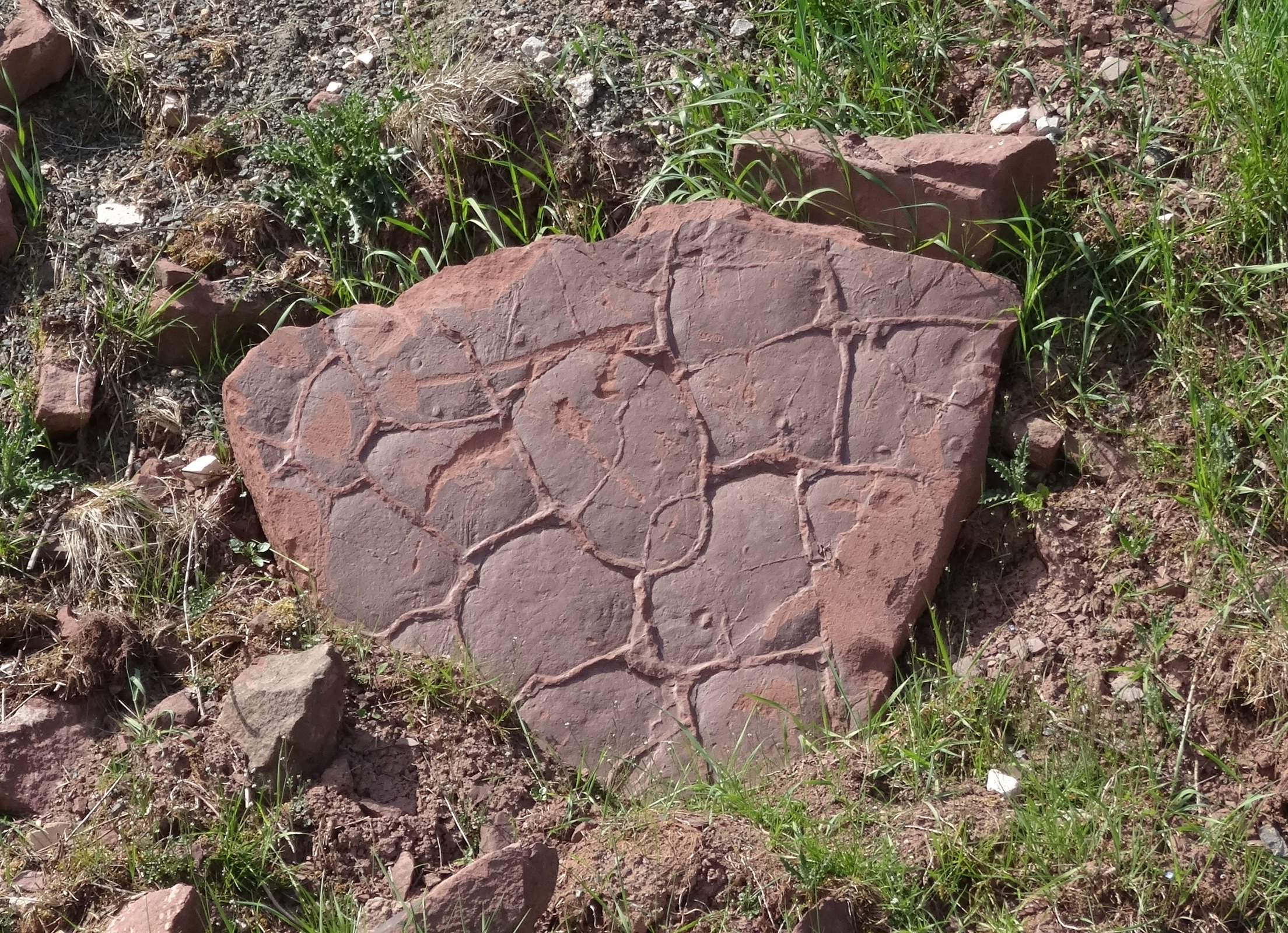
Une dalle de grès des lits inférieurs de Bromacker, montrant des drapages de mudstone à fentes de dessiccation.

Les lits supérieurs plus étroits représentent également des conditions d'inondation et d'eau calme alternées, bien qu'avec des clastes plus fins et une topographie plus basse. Les remplissages de chenaux de grès sont pour la plupart remplacés par des couches homogènes de siltite rouge. Cette siltite contenait des fragments de fentes de dessiccation, des racines recouvertes de calcite et des squelettes partiels ou articulés de tétrapodes terrestres bien conservés. Ces sédiments indiquent que le relief réduit durant le stade II de la formation de Tambach avait fait des inondations en nappe la force d'érosion dominante à la place des chenaux individuels. Le dépôt d'inondation en nappe le plus bas était particulièrement riche en fossiles de Diadectidae. Les successions de sédiments fins ont également été altérées, devenant dominées par des shales finement stratifiés (et seulement occasionnellement micacés) dans lesquels des restes de conchostracés et d’autres arthropodes ont été fossilisés. Ceux-ci indiquent une transition vers des lacs plus permanents et de vastes conditions de plaines inondables au centre du bassin de Tambach, plutôt que l'environnement fluvial éphémère des lits inférieurs.

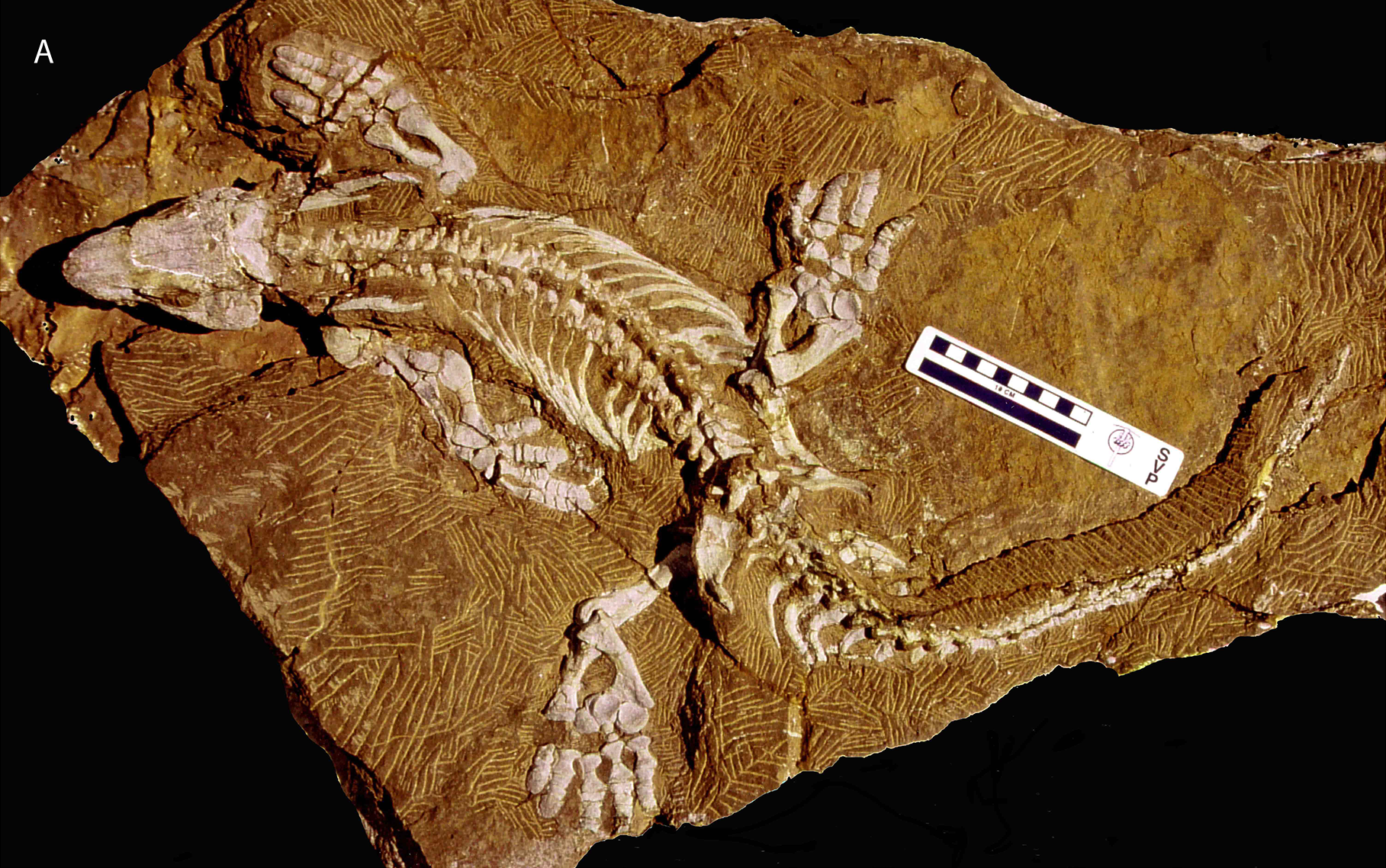
Un squelette complet et entièrement articulé du Diadectidae Orobates pabsti des lits supérieurs de Bromacker.

Une vaste séquence plus ancienne a été découverte en 2004 grâce aux données de forage. Cette séquence ressemblait quelque peu aux lits inférieurs, avec une alternance de dépôts micacés fins et d'épaisses nappes de grès remplies d'une brèche d'intraclastes de mudstone. Cependant, les couches de grès ne présentaient aucune preuve de stratification croisée et les drapages de mudstone, qui ailleurs préservent la plupart des traces fossiles de la formation de Tambach, étaient également absents. De rares fragments de fossiles de vertébrés étaient présents, ainsi que des structures de calcite.

### Datation
La méthode de datation par l'uranium-plomb n'est pas possible pour la formation de Tambach qui manque de roches volcaniques intercalées. La formation d’Elgersburg, parfois considérée comme contemporaine de la formation de Tambach au sud-est contient une couche de rhyolite datée d'il y a 274 ± 4,9 millions d'années. Cependant, il est difficile de dire si les strates d’Elgersburg sont plus jeunes, plus anciennes ou équivalentes en âge à la Formation de Tambach. La biostratigraphie est plus informative mais encore imprécise. La biostratigraphie des insectes et des conchostracés la situe respectivement dans les biozones à Moravamylacris kukalovae de l’intervalle Sakmarien-Artinskien et à Lioestheria monticula/andreevi de l’Artinskien supérieur. La seule espèce de tétrapode connue à la fois dans la formation de Tambach et dans les faunes nord-américaines est Seymouria sanjuanensis, qui a persisté pendant environ 15 millions d’années entre l'Assélien et le début du Kungurien. Étant donné que l’espèce de Dimetrodon présente à Bromacker est plus petite que celles présentes dans les lits rouges du Texas, la formation de Tambach était probablement plus ancienne que ces formations. La Formation de Tambach a été placée dans le Seymourien de Lucas (2006), une biozone (Land Vertebrate Faunachron) dont on a estimé qu'elle incluait la limite Artinskien-Kungurien. Combinant à la fois la biostratigraphie des invertébrés et des tétrapodes, l'âge de la formation de Tambach a été considéré comme étant probablement d'âge Artinskien. Dans une étude publiée en 2022, Menning et des collègues considèrent que l'âge de la formation de Tambach se situe probablement entre 294 et 292 Ma, correspondant au Sakmarien. Cette estimation est basée principalement sur l'âge radiométrique de 295,8 ± 0,4 Ma (Assélien supérieur) de la formation de Rotterode qui sous-tend en discordance la formation de Tambach, et sur l'estimation que l'intervalle de temps géologique non représenté entre les deux formations est inférieur à 2 millions d’années,. De plus, la comparaison de l'assemblage d'empreintes de pas de la Formation de Tambach avec des assemblages d'empreintes de pas du Permien de France et d'Italie datés radiométriquement suggère également un âge Sakmarien,.

## Climat

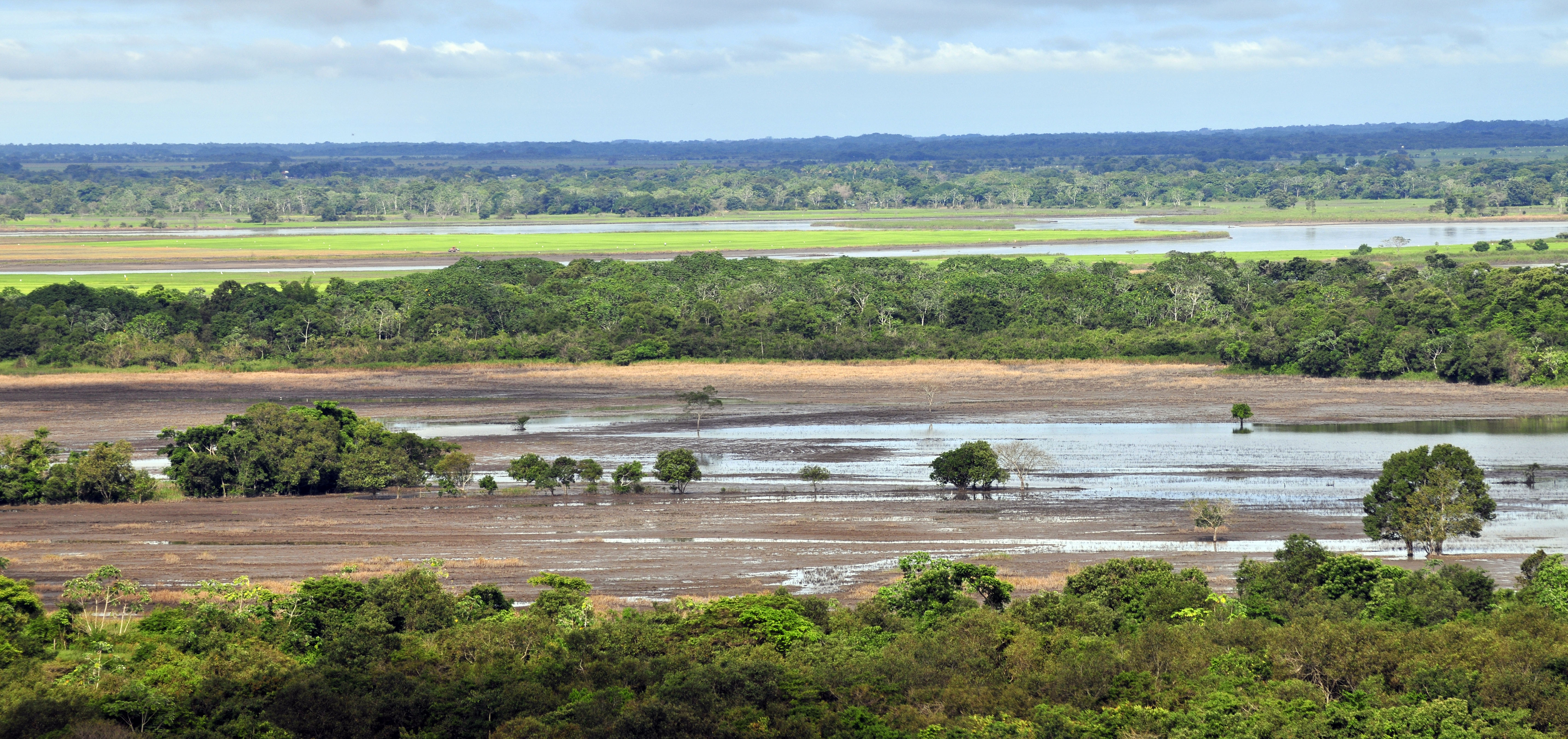
Les Llanos dans l’actuelle Amérique du Sud, dont le climat pourrait correspondre à celui de la formation de Tambach.

À partir de l’analyse des sédiments il a été proposé que le climat de la Formation de Tambach était chaud toute l’année avec des cycles saisonniers de sécheresse et d’épisodes de fortes précipitations. Les périodes de sécheresses ont été suffisamment sévères pour évaporer les lacs éphémères induits par les inondations du bassin de Tambach en quelques jours, limitant la capacité d'une faune aquatique permanente à coloniser le bassin. Cependant, la plupart des fossiles de racines de plantes sont orientés horizontalement (plutôt que verticalement), ce qui indique que le climat était généralement suffisamment humide pour que les plantes indigènes n'aient pas besoin de développer des racines profondes ou d'autres adaptations xérophytiques. De ce fait, la Formation de Tambach correspondrait probablement au climat tropical de savane actuel, malgré l’absence d’herbe au Permien. Les équivalents climatiques modernes incluent la savane nord-africaine et les Llanos du Venezuela et de la Colombie. Cependant, la géochimie des sédiments du membre du grès de Tambach suggère une température annuelle moyenne de seulement 10,9 à 15°C (12,7°C en moyenne). De plus, la présence de structures sédimentaires identifiées comme des marques de cristaux de glace indique l’existence de variations quotidiennes de la température avec des périodes de gel temporaire se produisant la nuit, probablement en raison de la haute altitude du bassin,,.

## Paléoécologie

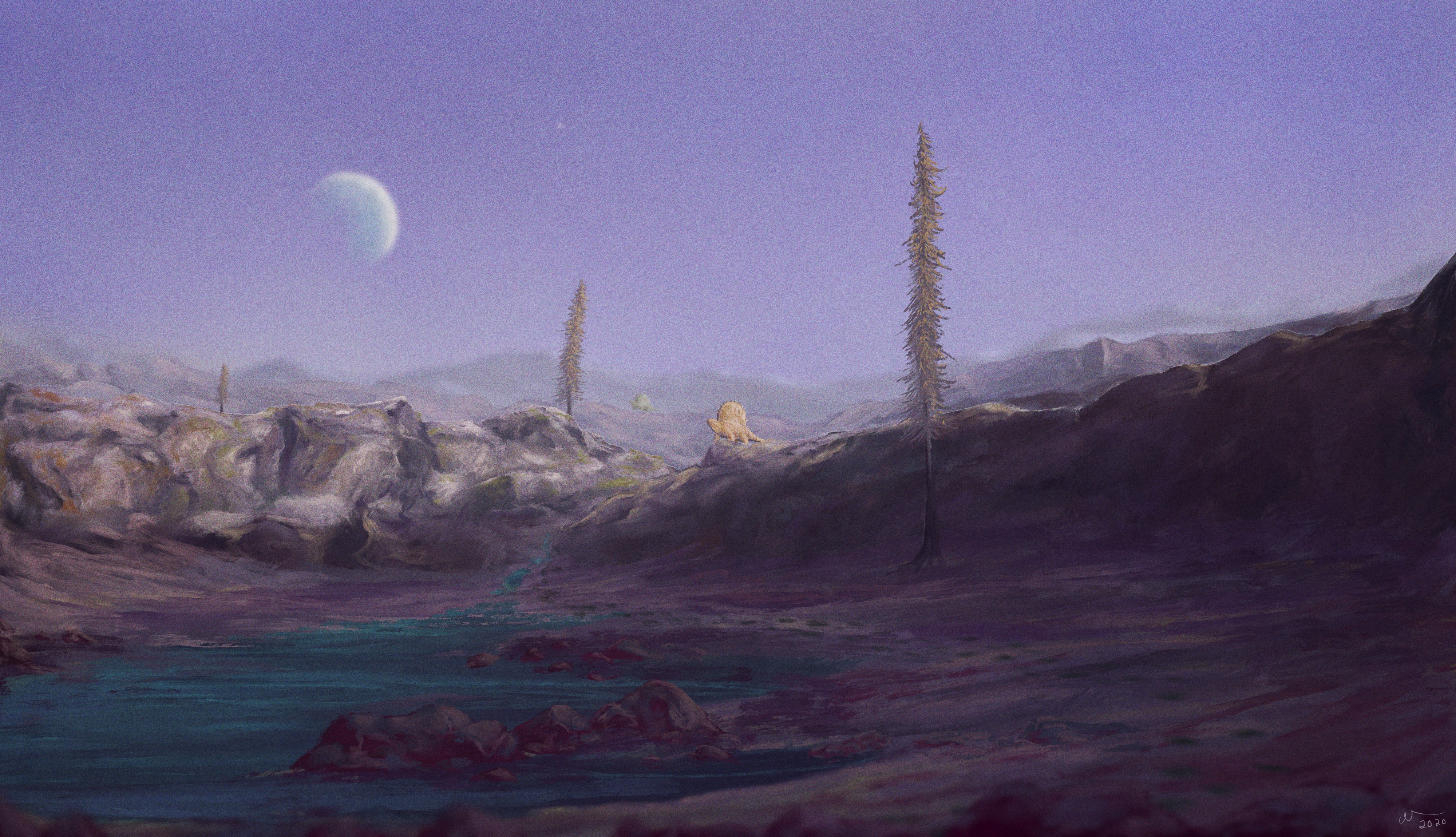
Représentation d’artiste du paléoenvironnement de la formation de Tambach montrant un Dimetrodon teutonis évoluant dans un paysage rocheux incluant quelques conifères Walchia.

L’écosystème de la Formation de Tambach est inhabituel pour son manque d’animaux aquatiques tels que les requins d’eau douce xenacanthiformes, les amphibiens Eryops  ou Diplocaulus, qui ailleurs sont communs dans les lits rouges du Permien inférieur. Cela s’explique par la situation géographique particulière du bassin de Tambach qui se situait à une altitude élevée durant le Permien inférieur. Ces hautes terres étaient isolées des plaines inondables des basses terres où se sont déposés la plupart des lits rouges du Permien. De plus, le caractère éphémère des lacs et des rivières du Bassin de Tambach fait que seuls les animaux aquatiques adaptés à de telles conditions, comme les conchostracés, ont pu s'y épanouir. Le bassin de Tambach abritait une faune d'amphibiens diversifiée, mais uniquement des types adaptés à un mode de vie terrestre, notamment des dissorophoïdes et des seymouriamorphes. Les grands tétrapodes herbivores tels que les Caseidae, et en particulier les Diadectidae, sont les fossiles corporels les plus courants récupérés de la formation, tandis que les synapsides carnivores sont relativement rares. Cela contraste avec les environnements nord-américains, où les fossiles de carnivores tels que Dimetrodon sont plus nombreux que les fossiles d’herbivores. Les conditions environnementales de la formation de Tambach ont probablement créé un réseau trophique très différent de celui des basses terres. Les plantes les plus courantes étaient des types résistants et adaptés à la sécheresse tels que les conifères, tandis que les fougères à graines et autres plantes de plaine étaient beaucoup plus rares. Les plantes terrestres fibreuses ont encouragé la colonisation du bassin par des animaux terrestres herbivores, mais le climat sec a empêché le développement d'une chaîne alimentaire aquatique dont dépendaient certains animaux tels que les grandes espèces de Dimetrodon,.

### Flore
| Taxon                       | Membre                    | Matériel            | Notes                 | Images |
| --------------------------- | ------------------------- | ------------------- | --------------------- | ------ |
| Calamites gigas             | Membre du Grès de Tambach | Quelques spécimens. | Une prêle.            |        |
| Callipteris sp.             | Membre du Grès de Tambach | Très rare.          | Une fougère à graine. |        |
| Ernestiodendron filiciforme | Membre du Grès de Tambach | Quelques spécimens. | Un conifère.          |        |
| Metacalamostachys dumasii   | Membre du Grès de Tambach | Quelques spécimens. | Une prêle.            |        |
| Walchia piniformis          | Membre du Grès de Tambach | Quelques spécimens. | Un conifère.          |        |

### Invertébrés
| Taxon                       | Membre                    | Matériel            | Notes | Images |
| --------------------------- | ------------------------- | ------------------- | --- | ------ |
| cf. Anthracoblattina        | Membre du Grès de Tambach | Quelques spécimens. | Un insecte Phylloblattidae |        |
| Lioestheria andreevi        | Membre du Grès de Tambach | Quelques spécimens. | Un conchostracé. Originellement Lioestheria monticula, lequel fut plus tard considéré comme un synonyme plus récent de L. andreevi.              |        |
| Medusina limnica            | Membre du Grès de Tambach | Nombreux spécimens. | Une méduse d’eau douce. |        |
| Moravamylacris kukalovae    | Membre du Grès de Tambach | Quelques spécimens. | Un insecte Mylacridae. |        |
| Opsiomylacris sp.           | Membre du Grès de Tambach | Quelques spécimens. | Un insecte Mylacridae. |        |
| Phylloblatta sp.            | Membre du Grès de Tambach | Quelques spécimens. | Un insecte Phylloblattidae. |        |
| Scoyenia gracilis           | Membre du Grès de Tambach | Nombreux spécimens. | De minuscules moulages de terriers, peut-être créés par des vers fouisseurs.                                                                     |        |
| Striatichnium bromackerense | Membre du Grès de Tambach | Nombreux specimens. | Possibles traces de vers subaquatiques ou d'arthropodes en train de s’alimenter en ratissant le substrat.                                        |        |
| Tambia spiralis             | Membre du Grès de Tambach | Nombreux spécimens. | Petits moulages de terriers avec marques d'éraflures, peut-être créés par de gros coléoptères ou de petits reptiles fouisseurs (Thuringothyris). |        |

### Tétrapodes basaux
| Taxon                         | Membre                                                        | Matériel | Notes | Images |
| ----------------------------- | ------------------------------------------------------------- | --- | --- | ------ |
| Amphisauropus kablikae?       | Membre du Grès de Tambach                                     | Spécimens rares et fortement érodés. | Empreintes de pas probablement créées par des seymouriamorphes comme Seymouria sanjuanensis. Les spécimens de la formation de Tambach peuvent être des exemples mal interprétés d’autres ichnotaxons. |        |
| Diadectes absitus             | Membres du Grès de Tambach et du Conglomérat de Finsterbergen | Quatre individus sont connus à partir des spécimens MNG 8853 (holotype), MNG 7721, 8747, 8978 (paratypes). Un crâne et un squelette partiel sont également connus du Conglomérat de Finsterbergen. | Un tétrapode Diadectidae. Une thèse soutenue en 2010 par Richard Kissel a révélé que le genre Diadectes serait paraphylétique. L’espèce D. absitus représenterait un genre distinct, nommé Silvadectes dans la thèse de Kissel. Cependant, selon le CINZ, un nom présenté dans une thèse initialement inédite comme celle de Kissel n’est pas valide. Comme le nom Silvadectes n’a pas encore été officiellement érigé dans un article publié, il n’est pas considéré comme valide. |        |
| Georgenthalia                 | Membre du Grès de Tambach                                     | MNG 11135 (holotype), un crâne complet. | Un temnospondyle dissorophoïde amphibamiforme. |        |
| Ichniotherium cottae          | Membre du Grès de Tambach                                     | Nombreux spécimens. | Empreintes de pas créées par Diadectes absitus. |        |
| Ichniotherium sphaerodactylum | Membre du Grès de Tambach                                     | Nombreux spécimens. | Empreintes de pas créées par Orobates pabsti. |        |
| Orobates                      | Membre du Grès de Tambach                                     | Quatre individus sont connus à partir des spécimens MNG 10181 (l’holotype), MNG 8760, 8980, 11133, 11134 (paratypes).                                                                              | Un tétrapode Diadectidae. |        |
| Rotaryus                      | Membre du Grès de Tambach                                     | MNG 10182 (holotype), un crâne partiel articulé bien conservé avec les deux mandibules et un squelette postcrânien partiel étroitement associé.                                                    | Un temnospondyle dissorophoïde Trematopidae. |        |
| Seymouria sanjuanensis        | Membre du Grès de Tambach                                     | Spécimens référés MNG 7727, 8759, 10553, 10554. | Un reptiliomorphe Seymouriidae. |        |
| Tambachia                     | Membre du Grès de Tambach                                     | MNG 7722 (holotype), un crâne écrasé et une grande partie du squelette postcrânien. | Un temnospondyle dissorophoïde Trematopidae. |        |
| Tambaroter                    | Membre du Conglomérat de Finsterbergen                        | MNG 14708 (holotype), un crane presque complet. | Un microsaure Ostodolepidae. |        |

### Reptiles
| Taxon          | Membre                    | Matériel | Notes                        | Images |
| -------------- | ------------------------- | --- | ---------------------------- | ------ |
| Eudibamus      | Membre du Grès de Tambach | MNG 8852 (holotype), un crane et un squelette postcrânien presque complet.                                                      | Un parareptile Bolosauridae. |        |
| Thuringothyris | Membre du Grès de Tambach | Au moins huit individus sont connus parmi lesquels l’holotype MNG 7729 et les spécimens référés MNG 10183, 10647, 10652, 11191. | Un eureptile Captorhinidae.  |        |

### Synapsides
| Taxon                       | Membre                    | Matériel | Notes | Images |
| --------------------------- | ------------------------- | --- | --- | ------ |
| Dimetrodon teutonis         | Membre du Grès de Tambach | MNG 10598 (holotype), une colonne vertébrale partielle. Les spécimens référés MNG 10654, 10655, 10693 représentent une grande partie du squelette post-crânien. Le spécimen référé MNG 13433 représente un maxillaire droit. | Un Sphenacodontidae.                                                                                        |        |
| Dimetropus leisnerianus     | Membre du Grès de Tambach | Quelques spécimens. | Empreintes de pas créées par des synapsides non thérapsides ("pelycosaures") tels que les Sphenacodontidae. |        |
| Martensius bromackerensis.  | Membre du Grès de Tambach | Quatre spécimens articulés. | Un Caseidae                                                                                                 |        |
| Tambacarnifex unguifalcatus | Membre du Grès de Tambach | MNG 10596 (holotype), un squelette partiel. MNG 15037, un dentaire gauche partiel. | Un Varanopidae.                                                                                             |        |

### Tetrapodaindet.
| Taxon                   | Membre                    | Matérial            | Notes | Images |
| ----------------------- | ------------------------- | ------------------- | --- | ------ |
| Megatambichnus sp.      | Membre du Grès de Tambach | Quelques spécimens. | Grands terriers et marques d'éraflures, probablement créés par des Diadectidae.                                                                                             |        |
| Tambachichnium schmidti | Membre du Grès de Tambach | Quelques spécimens. | Empreintes de pas qui peuvent avoir été créées par des procolophonomorpha, des aréoscélidiens ou des Varanopidae.                                                           |        |
| Varanopus microdactylus | Membre du Grès de Tambach | Quelques spécimens. | Originellement Ichnium microdactylum. Empreintes de pas pouvant avoir été créées par des captorhinomorphes (Thuringothyris), des Varanopidae ou par Seymouria sanjuanensis. |        |